# Ägnö
Ägnö är en ö belägen i Tyresö kommun i Stockholms skärgård cirka 4 sjömil sydost om Saltsjöbaden. Ön är bergig men har även ett antal vackra innerängar. De höga bergen har gett förutsättningar för två mycket väl skyddade naturhamnar. Den största, benämnd Napoleonviken har insegling från öns sydvästra spets och är en av skärgårdens största och mest populära naturhamnar. Minsta djup i inseglingen är cirka 2,5 meter.
Den andra viken, Tvättfatet (även Handfatet) är belägen på öns östra sida och utgör även den en utmärkt naturhamn. I viken finns en scoutstuga i vilken Ägnö Sjöscoutkår av Nykterhetsrörelsens Scoutförbund (NSF) bland annat bedriver årliga seglarläger. (Bilder på deras webb) Viken kan anlöpas antingen öster eller väster om ön Kranholmen, belägen i vikens inlopp. Den västra inseglingen är djupast och har ett minsta djup på cirka 1,5 meter.
| Gården Stora Ägnö på Ägnös västsida. |  | Öns södra del domineras av de mäktiga Söderuddsbergen. |
| Gården Stora Ägnö på Ägnös västsida. |  | Öns södra del domineras av de mäktiga Söderuddsbergen. |